# Roman Kukleta
Roman Kukleta (Brno, 22 dicembre 1964 – Brno, 26 ottobre 2011) è stato un calciatore cecoslovacco, di ruolo attaccante.

## Palmarès

### Club

#### Competizioni nazionali
- Campionato cecoslovacco: 3

Sparta Praga: 1988-1989, 1989-1990, 1990-1991
- Coppa di Cecoslovacchia: 2

Sparta Praga: 1988-1989, 1991-1992

#### Competizioni internazionali
- Coppa Piano Karl Rappan: 1

Sparta Praga: 1989

### Individuale
- Capocannoniere del campionato cecoslovacco: 1

1990-1991 (17 gol)